# Дубина (лісовий заказник, Бахмацький район)
Дуби́на — лісовий заказник місцевого значення в Україні. Розташований у межах Ніжинського району Чернігівської області, на північ від села Пальчики.
Площа 423 га. Статус присвоєно згідно з рішенням Чернігівського облвиконкому від 27.04.1964 року № 236; від 04.12.1978 року № 529; від 27.12.1984 року № 454; від 28.08.1989 року № 164; від 31.07.1991 року № 159. Перебуває у віданні ДП «Борзнянське лісове господарство» (Батуринське л-во, кв. 42-49).
Статус присвоєно для збереження лісового масиву з переважно сосновими насадженнями віком 60-70 років. У домішку — дуб, береза.
В підліску зростають крушина ламка, бузина червона. У трав'яному покриві трапляються типові бореальні види, зокрема верес звичайний, чорниці, котячі лапки дводомні, смовдь гірська, волошка сумська, зимолюбка зонтична, юринея несправжньоволошковидна, плаун булавовидний, а також рідкісні види — плаун річний, зимолюбка зонтична, ортілія однобока.